# Калининский поселковый совет (Великоалександровский район)
Калининский поселковый совет (укр. Калінінська селищна рада) — входит в состав
Великоалександровского района
Херсонской области
Украины.
Административный центр поселкового совета находится в 
пгт Калининское
.

## Населённые пункты совета
- пгт Калиновское
- с. Зелёный Гай
- с. Краснолюбецк
- с. Новополтавка